# Janina Peikert
Janina Peikert (ur. 1944) – pisarka, podróżniczka, polska artystka fotograf. Członkini i Artysta Fotoklubu Rzeczypospolitej Polskiej (AFRP). Wiceprezes Zarządu Jeleniogórskiego Towarzystwa Fotograficznego.

## Życiorys
Janina Peikert jest absolwentką Uniwersytetu im. Adama Mickiewicza w Poznaniu. Od 1992 roku mieszka i pracuje w Jeleniej Górze. W 2002 roku była założycielką Karkonoskiego Uniwersytetu Trzeciego Wieku – Karkonoskiej Państwowej Szkoły Wyższej w Jeleniej Górze. W 2007 roku została członkinią Jeleniogórskiego Towarzystwa Fotograficznego; przez dwie kadencje pełniła funkcję wiceprezesa Zarządu JTF – w latach 2009–2012 oraz w latach 2012–2015.
Janina Peikert jest autorką i współautorką wielu wystaw fotograficznych; indywidualnych i zbiorowych, w Polsce i za granicą. Szczególne miejsce w jej twórczości zajmuje fotografia podróżnicza, będąca pokłosiem wielu wypraw, podróży Janiny Peikert do wielu krajów Europy i świata (m.in. Australia, Brazylia, Chiny, Indie, Japonia, Kambodża, Kanada, Kenia, Meksyk, Nepal, Nowa Zelandia, Peru, Stany Zjednoczone, Tanzania, Wietnam). Jest uczestniczką (prowadzącą) licznych spotkań, warsztatów oraz projekcji multimedialnych z podróży.
W 2012 roku została przyjęta w poczet członków Fotoklubu Rzeczypospolitej Polskiej Stowarzyszenia Twórców (legitymacja nr 335). Prace Janiny Peikert zaprezentowano w Almanachu (1995–2017), wydanym przez Fotoklub Rzeczypospolitej Polskiej Stowarzyszenie Twórców.
Janina Peikert jest autorką książki Na Szlakach Matki Ziemi, wydanej przez Karkonoską Państwową Szkołę Wyższą w 2015 roku.

## Wybrane wystawy indywidualne
- „Pyłki Azji w oku babci”; Galeria pod Brązowym Jeleniem (Jelenia Góra 2007)
- „Geometria z krótkiej podróży”; Galeria N...DODN (Jelenia Góra 2008)
- „Odcienie zauroczenia”; Galeria JTF (Jelenia Góra 2008)
- „Tęczowy balet skał”; Galeria Przestrzeń Książnica Karkonoska (Jelenia Góra 2008)[1][15]
- „Państwo Środka bez środka”; Galeria pod Brązowym Jeleniem (Jelenia Góra 2008)
- „Oaza natury”; Muzeum Przyrodnicze (Jelenia Góra 2009)
- „Klimaty małych światów”; Galeria JTF (Jelenia Góra 2009)
- „Szlaki Matki Ziemi”; Galeria N...DODN (Jelenia Góra 2009)
- „Piękno bezkresne”; Muzeum Przyrodnicze (Jelenia Góra 2010)
- „Portret życzliwych spotkań”; Galeria Małych Form Książnica Karkonoska (Jelenia Góra 2010)[24]
- „Spojrzyj w okno, nie otwieraj drzwi”; Galeria Promocje ODK Zabobrze (Jelenia Góra 2010)
- „Drzewowcielenia”; Galeria Małych Form Książnica Karkonoska (Jelenia Góra 2011)
- „Symfonia geometrii”; Galeria JTF (Jelenia Góra 2011)
- „Nowa Zelandia – kraj niezwykły”; Muzeum Przyrodnicze (Jelenia Góra 2012)[14]
- „Obecność kamieni”; Muzeum Dom Carla i Gerharda Hauptmanów (Szklarska Poręba 2013)
- „Globalny las”; Galeria Skene – Teatr C.K. Norwida (Jelenia Góra 2013)
- „Portret relacji”; Galeria na Górze – Muzeum Karkonoskie (Jelenia Góra 2014)[17]
- „Drzewa”; Galeria na Górze – Muzeum Karkonoskie (Jelenia Góra 2015)[16]
- „Inny świat”; Muzeum Przyrodnicze (Cieplice 2015)[12]
- „Błękitna etiuda”; Galeria JTF (Jelenia Góra 2015)[3]
- „Klimaty ginących mateczników”; Galeria pod Brązowym Jeleniem (Jelenia Góra 2017)[6]

Źródło